# Brandstiftelse
Brandstiftelse eller ildspåsættelse er en forbrydelse (kriminel handling), der består i at antænde en brand med forsæt eller under uagtsomhed.
Motivet for brandstiftelse kan være udsigten til økonomisk gevinst i form af erstatning fra forsikringsselskabet efter ildspåsættelsen. Der kan også være tale om vandalisme eller pyromani.
I tilfælde hvor gerningspersonen bliver klar over, at handlingen udsætter andres liv for overhængende fare kan straffen for brandstiftelse være fængsel indtil livstid, jf. Straffelovens § 180.
Selv om der anmeldes omkring 1.700 tilfælde af forsætlig brandstiftelse i Danmark hvert år, fører kun en tredjedel til pågribelsen af en formodet gerningsperson.
Mordbrande har altid været straffet hårdt i Danmark, og indtil dødsstraffens afskaffelse i Danmark i 1930 var der dødsstraf for mordbrande, senest ved Straffeloven af 1866 § 280. Forinden vedtagelsen af straffeloven fra 1866 foreskrev Christian 5.'s Danske Lov 6-19-1 fra 1683, at mordbrændere skulle "miste deres hals" og enten brændes eller stejles.

## Eksempler på brandstiftere
<NB! Fiktive som virkelige; liste ikke komplet>
- Herostratos (Artemistemplet i Efesos, 356 f.Kr.)
- Marinus van der Lubbe (Rigsdagsbranden i Berlin, 1933)